# العلاقات الجزائرية الأيرلندية
العلاقات الجزائرية الأيرلندية هي العلاقات الثنائية التي تجمع بين الجزائر وجمهورية أيرلندا.

## مقارنة بين البلدين
هذه مقارنة عامة ومرجعية للدولتين:
| وجه المقارنة                                              | الجزائر                      | جمهورية أيرلندا                                       |
| --------------------------------------------------------- | ---------------------------- | ----------------------------------------------------- |
| المساحة (كم2)                                             | 2.38 مليون                   | 70.27 ألف                                             |
| عدد السكان (نسمة)                                         | 38.81 مليون                  | 4.76 مليون                                            |
| الكثافة السكانية (ن./كم²)                                 | 16.31                        | 67.74                                                 |
| العاصمة                                                   | الجزائر                      | دبلن                                                  |
| اللغة الرسمية                                             | اللغة العربية، لغات أمازيغية | اللغة الأيرلندية، لغة إنجليزية، الإنجليزية الأيرلندية |
| العملة                                                    | دينار جزائري                 | جنيه أيرلندي، يورو، عملات اليورو الأيرلندية           |
| الناتج المحلي الإجمالي (بليون دولار)                      | 170.37 مليار                 | 333.73 مليار                                          |
| الناتج المحلي الإجمالي (تعادل القوة الشرائية) بليون دولار | 582.63 مليار                 | 318.16 مليار                                          |
| الناتج المحلي الإجمالي الاسمي للفرد دولار أمريكي          | 4.21 ألف                     | 61.13 ألف                                             |
| الناتج المحلي الإجمالي للفرد دولار أمريكي                 | 14.19 ألف                    |                                                       |
| مؤشر التنمية البشرية                                      | 0.745                        | 0.916                                                 |
| رمز المكالمات الدولي                                      | +213                         | +353                                                  |
| رمز الإنترنت                                              | .dz                          | .ie                                                   |
| المنطقة الزمنية                                           | ت ع م+01:00                  | 00، ت ع م+01:00، أوروبا/دبلن ‏                         |

## منظمات دولية مشتركة
يشترك البلدان في عضوية مجموعة من المنظمات الدولية، منها:
| علم المنظمة | اسم المنظمة                               | تاريخ انضمام الجزائر | تاريخ انضمام جمهورية أيرلندا |
| ----------- | ----------------------------------------- | -------------------- | ---------------------------- |
|             | مؤسسة التنمية الدولية                     | 26 سبتمبر 1963       | 22 ديسمبر 1960               |
|             | يونسكو                                    | 15 أكتوبر 1962       | 3 أكتوبر 1961                |
|             | وكالة ضمان الاستثمار متعدد الأطراف        | 4 يونيو 1996         | 27 أكتوبر 1989               |
|             | الأمم المتحدة                             | 8 أكتوبر 1962        | 14 ديسمبر 1955               |
|             | الفريق المعني برصد الأرض                  | 2005                 | ?                            |
|             | الاتحاد البريدي العالمي                   | ?                    | ?                            |
|             | البنك الدولي للإنشاء والتعمير             | 26 سبتمبر 1963       | 8 أغسطس 1957                 |
|             | المنظمة الهيدروغرافية الدولية             | ?                    | ?                            |
|             | الاتحاد الدولي للاتصالات                  | 3 مايو 1963          | 8 ديسمبر 1923                |
|             | منظمة حظر الأسلحة الكيميائية              | ?                    | ?                            |
|             | مؤسسة التمويل الدولية                     | 23 سبتمبر 1990       | 11 سبتمبر 1958               |
|             | المركز الدولي لتسوية المنازعات الاستشارية | 22 مارس 1996         | 7 مايو 1981                  |
|             | منظمة التجارة العالمية                    | ?                    | ?                            |
|             | منظمة الشرطة الجنائية الدولية             | ?                    | ?                            |

## وصلات خارجية
- موقع وزارة الخارجية الجزائرية
- موقع وزارة الخارجية الأيرلندية